# Pjesni pokorne kralja Davida
Pjesni pokorne kralja Davida zbirka je pjesama hrvatskog pisca Ivana Gundulića. Tiskana je 1621. godine u Rimu. Pjesme su nastale kao prepjevi sedam pokorničkih psalama kralja Davida.

## Posveta
Posveta Pjesnima pokornim kralja Davida jedan je od najutjecajnijih tekstova hrvatske književnosti. Ona zbog nekih efektnih formulacija i intrigantnih tvrdnji obilježava shvaćanje čitavoga Gundulićeva opusa. U posveti Gundulić svoja ranija djela koja poimence nabraja (Galatea, Dijana, Posvetilište ljuveno, Prozerpina ugrabljena od Plutona, Čerera, Kleopatra, Arijadna, Adon(Gundulić), Koraljka od Šira – sačuvale se samo Dijana, Armida, Prozerpina ugrabljena od Plutona i Arijadna) naziva „porodom od tmine“, a intrigantno je da je Gundulić u jednom trenutku, u dobi od oko 30 godina, doživio preobraćenje te se odrekao svojih mladenačkih djela.
Iz posvete se doznaje i razlog zbog kojeg su Pjesni pokorne objavljene tiskom; on je moralne i praktične naravi. Gundulić je taj rad već ranije obećao Maru Mara Bunića pa tiskanjem ispunjava svoju moralnu obavezu, a praktični je razlog što je tekst prepjeva do trenutka kada je datirana posveta (1. listopada 1620.) kružio u rukopisu i bivao prepisivan čime je došlo do njegova kvarenja pa pisac želi ponuditi vlastitu, izvornu verziju djela. Gundulić u posveti kaže i to da izdaje prijevod psalama kako bi objavio da sve drugo što je napisao manje cijeni pa te stare spise "kao porod od tmine" ostavlja u tami, a samo Pjesni pokorne iznosi na svjetlo, tj. u javnost. Isto tako, saznaje se da prijevod u vrijeme tiskanja nije potpuno nov, nego je nastajao kroz nekoliko godina (s prevođenjem je počeo oko 1616.). Gundulić također najavljuje da će prevesti Oslobođeni Jeruzalem Torquata Tassa i posvetiti ga poljskom kralju, ali spletom povijesnih okolnosti napisat će Osmana.

## Forma
Pjesni pokorne pisane su osmeračkim katrenima s rimom abba. U svih se sedam pjesama lirski subjekt obraća Bogu moleći ga ili za tjelesno i duhovno ozdravljenje ili za oprost grijeha, kojih je on svjestan. Moli Boga da ga uvijek štiti i ne odjeljuje se od njega, a on će zauzvrat preobraćati nevjernike i grješnike.
Na kraju pjesme slavi se Boga i to istim stihovima u svim pjesmama:

Slava Ocu, Sinu dika,

čâs svetomu Duhu budi,

kô je odprije bio svudi,

sad i vazda i uvik vika!

I sam Gundulić ističe da se vrijednost Pjesni pokornih sastoji u tome da skrušena grješnika, koji je spoznao svoje mane i grijehe, iz kaosa svijeta i grijeha dovedu u Obećanu Zemlju, zemlju slave vječne gdje na pravedne duše pada slatka mȁna milosti božanstvene.

## Ostale pjesme

### Od veličanstva Božjijeh
Gundulićeva religiozna pjesma od 124 osmeračka stiha u katrenima s rimom abab, dodana knjižici prepjeva sedam pokorničkih psalama iz 1621. godine. Prema Zoranu Kravaru, u pjesmi misao o Bogu izdaleka slijedi teološko učenje koje se u srednjem vijeku nazivalo "negativnom teologijom", a počivalo je na shvaćanju da božansko biće svojim ontološkim atributima, svojom beskonačnošću i sveobuhvatnošću, nadilazi dosege ljudske spoznaje, pa se svaki iskaz o njemu mora zavrišti u posvemašnjoj negaciji ili u proturječju.
U svakoj se kitici opjevava jedan atribut Božje veličine. Određenje božanskog bića, kršćanski ispravno, proizvodi u tekstu niz retoričkih figura koje ističu neobičnost i izuzetnost božje prirode:
Bez uzroka uzrok jedan,

nerazdiono jedinstvo je,

i početak, komu nijedan

jur početak vik bio je. (stihovi 17. – 20.)
U pjesmi se javljaju antiteze i oksimoroni: tako je Bog i "svjetlos" i "tmina", on je istodobno "sred istoka, sred zapada", on "plamenuje ne svijetleći"; radi, a ipak miruje ("on u vječnom djelovanju / ima pokoj vjekoviti"); pretvara "smrt u život".

### Ljubovnik sramežljiv
Ljubovnik sramežljiv kraća je pjesma koja se sastoji od 73 osmeračka katrena s rimom abab. Prijevod je talijanske pjesme Amante timido Girolama Pretija s dodacima iz još dviju pjesama istog autora, Amante occulto i Amante costante.
Tema je pjesme nesretna ljubav. Na samom se početku lirski subjekt obraća personificiranom listu da prenese poruku njegovoj ljubavi riječima "pođi, vjerni, pođi mili...mučeći moj glasniče". Kroz cijelu se pjesmu proteže ljubovnikova čežnja za neostvarenom ljubavi.

### Žalosno cviljenje u smrt gospođe Marije Kalandrice
Nadgrobnica U smrt Marije Kalandrice nastala je krajem 1637. ili čak 1638. godine, godine kada je umro i sâm Gundulić. Pjesma, u kojoj se hvali ljepota i dobrota pokojnice, puna je razmišljanja o prolaznosti svega zemaljskoga, pa i ljudskoga života na zemlji. Pisana je osmeračkim katrenima s rimom abab, a obuhvaća 348 stihova.
U opisu Kalandričine ljepote, Gundulić se koristi brojnim epitetima i poredbama kojima je uspijeva prikazati kao božansko biće, kao gospoju čiste duše i milostiva srca, neizmjerne tjelesne i duhovne ljepote.

### U slavu visine privedre Ferdinanda Drugoga, velikoga kneza od Toskane
Prigodna je pjesma U slavu Ferdinanda II. kneza toskanskoga napisana povodom njegove ženidbe Vittorijom della Rovere, vojvotkinjom od Urbina, no točna se godina nastanka pjesme ne zna (najvjerojatnije 1635. godina).
Pjesma obuhvaća 252 osmerca u katrenama s unakrsnom rimom (abab). Započinje opisom slavenskih zemalja, među kojima je najslavnija Toskana, zemlja slavnog Ferdinanda. Osim pohvala knezu, autor ističe slavnu povijest Medicijevih te zasluge Ferdinandova djeda i oca ("A rodica tva čestita...od česarske Austrije", "Slavni je česar dundo tebi, ki više svijeh kruna sjedi...") te time još više naglašava nadu i vjerovanje u buduću Ferdinandovu slavu i slavno potomstvo.
Autor se koristi mnogim epitetima da bi dočarao Ferdinandovu plemenitost; primjerice "srce plemenito", "blagodarne ruke", "srce uzmožno", "obraz vedri", "srce čisto", "pogled mili". Isto tako, mnogim poredbama autor pokušava što bolje dočarati Ferdinandovu slavu, npr. "svjetļi od sunca", "ko dobri pastir strižeš / a ne dereš ovce tvoje".

### Pjesme iz Ohmućevićeva rukopisa
U najstarijem sačuvanom rukopisu Gundulićeva Osmana, Nikola Ohmućević u Pragu, 15. travnja 1654. dopisao je još devet kraćih pjesničkih sastavaka. Iako se nigdje u rukopisu ne kaže eksplicitno da je Gundulić spjevao te pjesme, stil, oblik, birana dikcija i sadržaj te pjesnički duh koji izvire iz tih pjesma, svakako govore u prilog tome da je Gundlić njihov autor
Prva pjesma u pet osmeračkih katrena donosi razgovor dvaju bezimenih lica koja se međusobno pozivaju na ljubavno uživanje. Prvo lice, muško, govori prve tri strofe, a drugo, žensko, preostale dvije. Smatra se da je tih pet strofa predstavljalo zaglavak neke dramatske pjesme poput Dijane ili Armide.
Narednih je osam pjesama ispjevano u osmeračkim katrenama, karakterističnim za Gundulića. Čak ih šest ima i njegov omiljeni srok (abab), jedna ima obgrljenu rimu (abba), dok su u jednoj prvi i treći osmerac svake strofe podijeljeni na dva četverca koja su povezana srokom (aabccb).
Kroz sve se pjesme provlači tuženje na nestalnost ljudske sreće, motiv koji se javlja i u Gundulićevu najpoznatijem djelu, Osmanu, te tuženje na zlu i opaku narav ljudi (u sedmoj se pjesmi ljudske mane uspoređuju sa životinjskima, pa se sklonost prevari uspoređuje s kunom, ogovaranje sa psima koji laju, strašljivost sa zecom...). U devetoj se pjesmi javlja motiv kola sreće ("Zašto od moje kolo sreće / s dna na vrh se ne obrati?") koje također upućuje na Gundulićevo autorstvo tih pjesama. Isto tako, jedna je cijela pjesma posvećena moći zlata za kojim svi žude i žele ga dobiti čak i pod cijenu gubitka vlastitog morala. Došlo je vrijeme u kojem se čak i ljubav može kupiti novcem, no upitno je može li ono donijeti i spasenje u času smrti. Nadahnutost Bogom uočava se i u drugoj pjesmi koja poziva na uzdanje u Boga kada dođe trenutak u kojem ne možemo sami donijeti dobru odluku. Dio pjesama iz rukopisa Nikole Ohmućevića nalazi se i u rukopisu br. 28 franjevačke biblioteke u Dubrovniku (pjesme br. 3, 5. – 9).

## Vanjske poveznice
- Ivan Gunduluć: Pjesme[neaktivna poveznica]